# Locketina
Locketina Koçak & Kemal, 2006 è un genere di ragni appartenente alla famiglia Linyphiidae.

## Etimologia
Il nome deriva dall'insegnante ed aracnologo britannico George Hazelwood Locket (1900-1991).

## Distribuzione
Le tre specie oggi attribuite a questo genere sono state rinvenute in Asia sudorientale: la L. versa è stata reperita in alcune località della Malaysia; le altre due specie sono endemismi del Borneo.

## Tassonomia
Il genere ha questo nome in quanto la denominazione precedente Kuala Locket, 1982, era già precedentemente occupata da Kuala Durette-Desset & Krishnasamy, 1976, un genere di vermi nematodi della famiglia Heligmonellidae.
Nei primi mesi del 2007 venne anche proposto il cambio di denominazione per Locketella Özdikmen, 2007, ma, per motivi di precedenza, rimase la denominazione attuale Locketina Koçak & Kemal, 2006.
A dicembre 2011, si compone di tre specie:
- Locketina fissivulva (Millidge & Russell-Smith, 1992) — Borneo
- Locketina pusilla (Millidge & Russell-Smith, 1992) — Borneo
- Locketina versa (Locket, 1982)[3] — Malaysia